# Lac de Goria
Pour les articles homonymes, voir Gorie.
Le lac de Goria est un lac situé en Haute-Corse à 1 852 m d'altitude, dans le massif du Monte Ritondu (2 622 m).